# Corcobara thwaitesi
Corcobara thwaitesi là một loài bướm đêm trong họ Noctuidae.